# Fuyens
Fuyens (toponimo francese) è una frazione del comune svizzero di Villaz, nel Canton Friburgo (distretto della Glâne).

## Storia

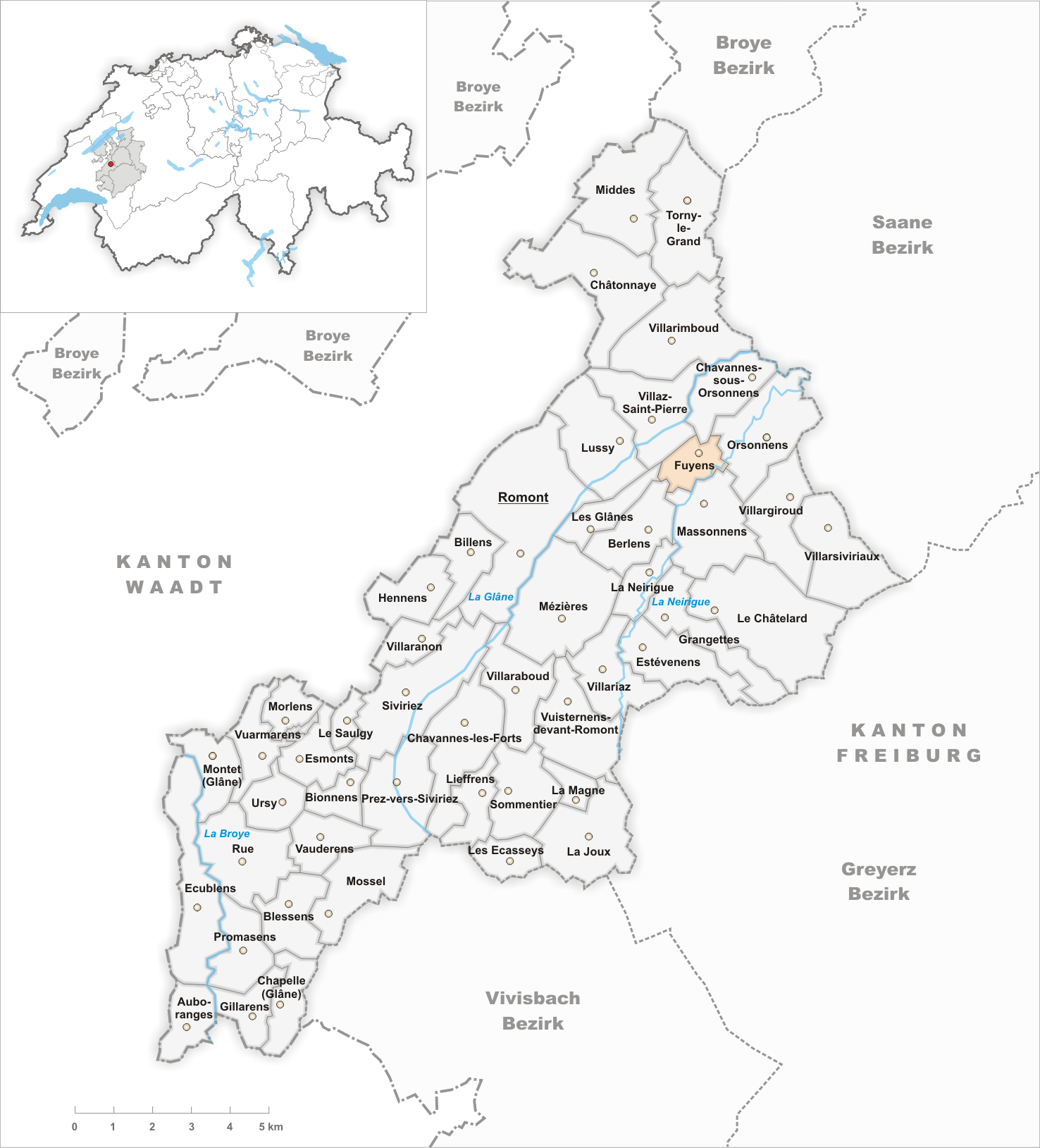
Il territorio del comune di Fuyens prima degli accorpamenti comunali del 1978

Già comune autonomo che nel 1970 contava 67 abitanti, nel 1978 è stato accorpato a Villaz-Saint-Pierre. Nel 2020 il comune di La Folliaz si è fuso con Villaz-Saint-Pierre per formare il comune di Villaz. 

## Amministrazione
Ogni famiglia originaria del luogo fa parte del comune patriziale che ha la responsabilità della manutenzione di ogni bene comune.